# Футбольний матч Сербія — Албанія (2014)
Матч третього туру кваліфікаційного раунду чемпіонату Європи з футболу 2016 (група I) між збірними Сербії та Албанії відбувся 14 жовтня 2014 року на стадіоні «Партизана» у Белграді. Зустріч стала першою в історії мід командами та була зупинена внаслідок ряду інцидентів на полі та трибунах. Зокрема, у фансекторі збірної Сербії був розміщений банер із написом «Слава Путіну», а вболівальники скандували «Смерть албанцям!». Кульмінацією став політ дрона над полем із прапором, на якому була розміщена мапа Великої Албанії, внаслідок чого зчинилася бійка між футболістами, командним персоналом та вболівальниками. У свою чергу внаслідок конфлікту під час матчу було зірвано офіційний візит прем'єр-міністра Албанії Еді Рами до Сербії.
У кінці першого тайму албанські гравці кинулися назустріч сербу Стефану Мітровичу, який підняв прапор з дроном, намагаючись його зняти. Конфлікт виник, коли Бекім Баляй відібрав банер. Це призвело до забігу на поле сербських вболівальників, які атакували албанських гравців, четверо з яких отримали незначні травми. Крім нападів сербських вболівальників, албанська сторона заявила, що на їх гравців також нападали стюарди та співробітники поліції. Сербські ж функціонери висунули зустрічну заяву на провокацію з боку албанців.
24 жовтня 2014 року УЄФА присудила Сербії технічну поразку через відмову догравати матч проти Албанії. У відповідь Сербія вважала, що Албанія винна у тому, що матч не був продовжений. Сербія була позбавлена трьох очок, а наступні два домашні матчі зобов'язувалася грати без глядачів. Крім того, обидві команди були оштрафовані на 100 000 євро. Рішення було оскаржене і Сербією, і Албанією, однак УЄФА відхилила запити. По тому обидві асоціації подали скарги до Спортивного арбітражного суду. 10 липня 2015 року Спортивний арбітраж відхилив апеляцію, подану сербською асоціацією, але частково задовольнив позов албанської. Лозанський суд постановив, що конфлікт та зупинка матчу, а також неможливість його догравання були спричинені недостатньою організацією безпеки стороною, яка приймала гру, і тому зарахував технічну перемогу Албанії з рахунком 3-0. Позбавлення очок Сербії, штрафи та дискваліфікація домашньої арени залишилися без змін.

## Передісторія
Сербія та Албанія були зведені у кваліфікаційній групі I 23 лютого 2014 року. Хоча збірні Вірменії та Азербайджану були розведені з метою уникнення інцидентів, пов'язаних з війною у Нагірному Карабаху), сербська та албанська збірні були затверджені в одній групі. За заявами УЄФА, команди були зведені у кваліфікації через те, що жодна з країн не вела прямої війни між собою. Однак не було враховано, що обидві країни мають політичні розбіжності у питанні Косова, що вилилося під час війни у Косові. УЄФА захищала своє рішення, заявивши, що жодна з асоціацій не вимагала розведення команд.

## Перебіг матчу
Гра між Сербією та Албанією відбулася на стадіоні «Партизана» у Белграді 14 жовтня 2014 року. Футбольний союз Сербії, Федерація футболу Албанії та УЄФА погодили заборону албанським вболівальникам бути присутніми на матчі, з метою запобігання провокацій та конфліктів.
За інформацією албанської федерації, у день гри автобус албанської команди був закиданий камінням сербськими вболівальниками, а шмат бетону був кинутий на гравців, коли вони вже перебували на полі. На гравців з трибун летіли різні дрібні предмети (монети, запальнички тощо).
Перед початком гри сербські вболівальники скандували «Смерть албанцям!».
На початку гри сербські вболівальники спалили прапор НАТО. За 15 хвилин від початку гри на поле кинули першу петарду. За десять хвилин сербські вболівальники підняли грецький прапор. Ще за десять хвилин були кинуті петарди у бік Ансі Аголлі. Коли він збирався виконати кутовий удар, петарда вибухнула. Після вибуху на нього та асистента арбітра було кинуто ще кілька предметів. Матч був ненадовго призупинений, а Данко Лазович та Александар Коларов намагалися заспокоїти вболівальників. За 40 секунд матч продовжився, а диктор стадіону попросив вболівальників не кидати предмети на поле. Близько 40-хвилинної гри у Бекіма Баляя було кинуто пляшку, і сербські вболівальники намагалися прорватися на поле, що призвело до сутичок між ними та стюардами.

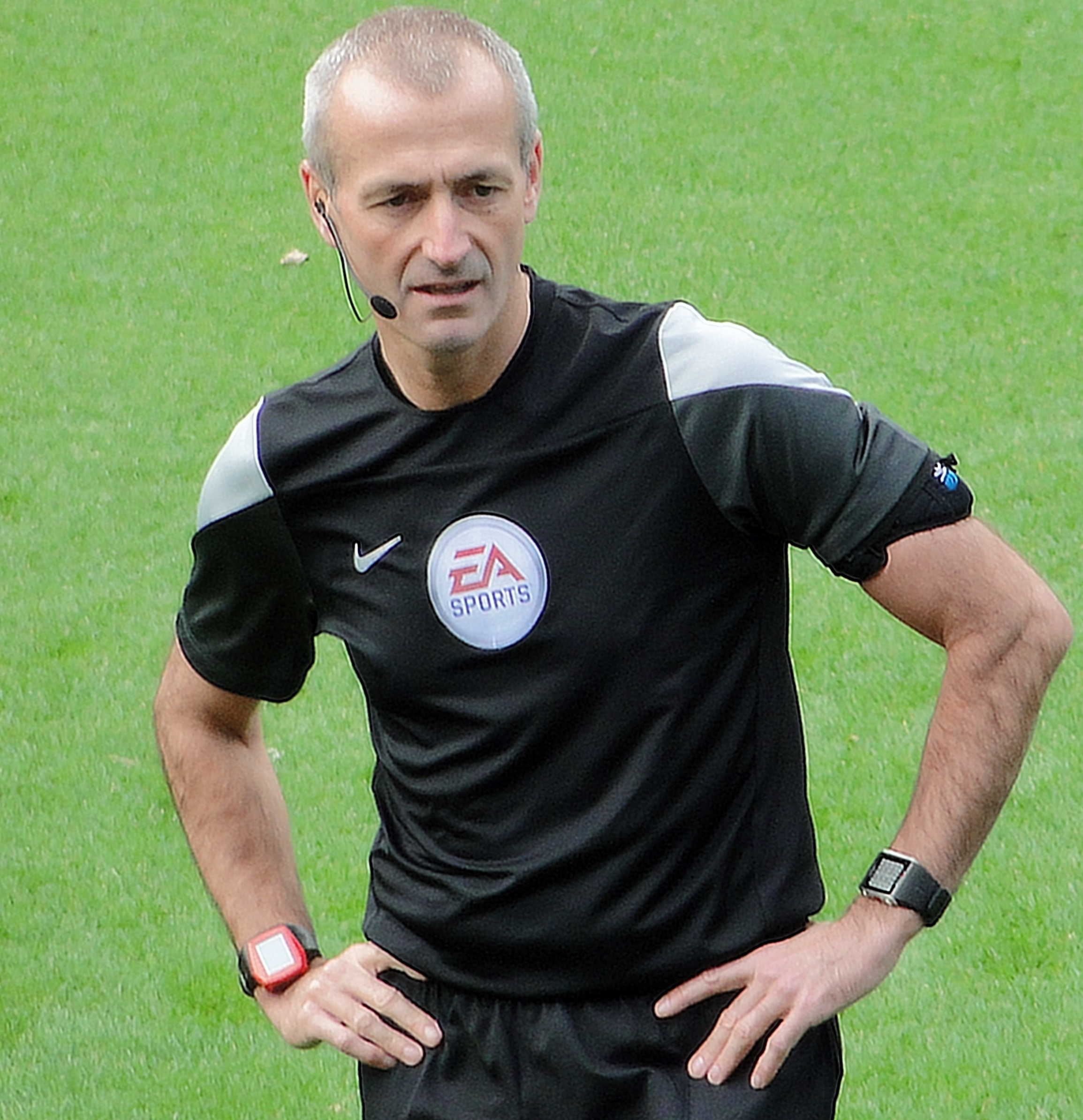
Арбітр матчу Мартін Аткінсон

На 42-й хвилині матчу арбітр матчу Мартін Аткінсон знову призупинив гру через те, що сербські вболівальники закидали поле петардами. У ході зупинки гри над полем пролітав безпілотник із підвішеним на ньому банером. На банері було розміщено обличчя засновників сучасної Албанії Ісмаїла Кемалі та Іси Болетіні, слово «Автохтони», албанську Декларацію незалежності від 28 листопада 1912 року і мапу Великої Албанії. Сербський захисник Стефан Митрович перехопив дрон і потягнув його донизу, внаслідок чого албанські захисники Анді Ліля і Таулянт Джака підбігли до нього та намагалися вирвати банер з його рук, що призвело до сутички між гравцями. Врешті Бекім Баляй забрав прапор у Митровича і спробував винести його з поля, поки сербський фанат не вибіг на поле і не вдарив його по потилиці пластиковим табуретом. Капітан албанців Лорік Цана завалив вболівальника на землю і почав його бити, перш ніж ситуація перерослася в бійку за участю гравців обох команд, сербських вболівальників, стюардів та персоналу. Сербські хулігани вибігли на поле та почали атакувати албанських гравців кріслами та іншими предметами, після чого арбітр вивів команди з поля. Албанські гравці піддавались атакам, ударам кинутих предметів під час евакуації з поля, тоді як сербські гравці отримали овації, поки спокійно залишали поле. Після 30-хвилинної затримки гра остаточно припинилася з рахунком 0-0, а албанські гравці зазнавали фізичної та психологічної атаки.
Перед тим, як албанська команда покинула стадіон, сербська поліція обшукала речі всієї делегації Албанії у пошуках пульта від безпілотника. Відповідальність за запуск безпілотника взяла на себе «Shvercerat», фанатська група македонського клубу «Шкупі».
У наступному поєдинку між двома командами, який відбувся в Ельбасані 7 жовтня 2015 року, сербським вболівальникам з міркувань безпеки не було дозволено їхати до Албанії, того ж дня албанська поліція заарештувала чоловіка, якого підозрювали в керуванні безпілотником на белградському матчі.

### Деталі
| 14 жовтня 2014 20:45 UTC+2 |

| Сербія | 0 — 3 | Албанія |
| ------ | ----- | ------- |
|        |       |         |

| Партизана, Белград Глядачів: 25,200 Арбітр: Мартін Аткінсон (Англія) |

| Сербія | Албанія |

| ВР          | 1  | Владимир Стойкович     |     |
| ЗХ          | 6  | Бранислав Іванович (c) | 35' |
| ЗХ          | 13 | Стефан Митрович        |     |
| ЗХ          | 5  | Матія Настасич         |     |
| ЗХ          | 11 | Александар Коларов     |     |
| ПЗ          | 8  | Неманья Гудель         |     |
| ПЗ          | 14 | Неманья Матич          |     |
| ПЗ          | 7  | Зоран Тошич            |     |
| ПЗ          | 19 | Филип Джуричич         |     |
| ПЗ          | 10 | Душан Тадич            |     |
| НП          | 18 | Данко Лазович          |     |
| Тренер:     |    |                        |     |
| Дік Адвокат |    |                        |     |

| ВР              | 1  | Етріт Беріша   |     |
| ЗХ              | 4  | Ельсеїд Хюсай  |     |
| ЗХ              | 5  | Лорік Цана (c) |     |
| ЗХ              | 15 | Мергім Маврай  |     |
| ЗХ              | 7  | Ансі Аголлі    | 34' |
| ПЗ              | 13 | Бурім Кукелі   |     |
| ПЗ              | 14 | Таулянт Джака  |     |
| ПЗ              | 22 | Амір Абраші    |     |
| ПЗ              | 2  | Анді Ліля      |     |
| ПЗ              | 3  | Ермір Леняні   |     |
| НП              | 19 | Бекім Баляй    |     |
| Тренер:         |    |                |     |
| Джанні Де Б'язі |    |                |     |

| Асистенти арбітра: Майкл Маларкі (Англія) Стівен Чайлд (Англія) Резервний арбітр: Пітер Кіркеп (Англія) Додаткові асистенти арбітра: Ентоні Тейлор (Англія) Крейг Поусон (Англія) | Регламент - 90 хвилин. - Три заміни. |

## Реакція
По приїзду з Белграда збірну Албанії у міжнародному аеропорту Тирани зустріло 5 000 вболівальників. Ще 15 000 людей зібралися у підтримку команди на площі Матері Терези. Урочистості були проведені у Приштині, а також у Скоп'є, Струзі, та Куманово. У Тетово албанці, які вийшли на підтриму збірної, були оштрафовані на 200 євро за порушення правопорядку. За кілька днів шану команді відзначали у містах Тирана, Вльора, Камза та Байрам-Цуррі.
У Сербії заявили, що всі матчеві події — алгоритм політичної провокації з боку албанської сторони, і звинуватили Олсі Раму, брата прем'єр-міністра Еді Рами та президента клубу «Партизані», у пілотуванні дроном. Звинувачення було спростовано самим Рамою. В Уряді Сербії повідомили, що Рама був заарештований і відправлений до Албанії. Олсі Рама заперечив будь-яку причетність і сказав, що його перемістили з VIP-ложі з міркувань безпеки. Пізніше Іглі Таре, колишній капітан Албанії та спортивний директор клубу «Лаціо», заявив, що він був з Олсі Рамою, який просто вів зйомку матчу на аматорську відеокамеру.
Президент УЄФА Мішель Платіні та президент ФІФА Йозеф Блаттер висловили стурбованість подіями під час матчу та після нього.
Міністр закордонних справ Сербії Івиця Дачич заявив, що інцидент з прапором був «політичною провокацією». 16 жовтня міністр внутрішніх справ Сербії Небойша Стефанович заявив, що поліція вивчає дрон, щоб визначити де він, ким і коли був придбаний та хто ним керував під час матчу. Пізніше влада Сербії заявляла, що Албанія «недостатньо зріла» для вступу до Європейського Союзу, оскільки «заяви керівників албанського уряду демонструють, що вони знали про те, що готується така провокація». Це спонукало міністерство закордонних справ Албанії викликати сербського посла і поставити під сумнів візит прем'єр-міністра Албанії Еді Рами до Белграда 22 жовтня, вперше за майже 70 років. Врешті-решт сам візит був перенесений на 10 листопада 2014 року, але не було підтверджено зустрічі Рами з президентом Сербії Томиславом Николичем.
Прем'єр-міністр Сербії Александар Вучич заявив, що він п'ять разів попереджав представників ЄС щодо можливої провокації албанських чиновників на грі, зазначивши, що окремі з них носили шалики Армії визволення Косова.
Еді Рама у відповідь заявив, що всі звинувачення сербської сторони побудовані на невизнанні Косова та підтримці його Албанією і запропонував Сербії визнати незалежність Косова.
Агім Цана, колишній футболіст та батько капітана Албанії Лоріка Цани, заявив, що поведінка сербських вболівальників є расистською та фашистською

## Інциденти, спровоковані подіями на матчі

### Сербія
У Сербії, переважно у північній провінції Воєводина, у Новому Саду, Сомборі та Старій Пазові було підпалено щонайменше десяток пекарень та закусочних, які належали етнічним албанцям. В одному з випадків був використаний вибуховий пристрій.

### Чорногорія
Посольство Албанії в Подгориці було закидано камінням, внаслідок чого було розбито вікна, а дипломатичній місії Чорногорії в Тирані була надіслана нота протесту
Албанці у Чорногорії організували акції в підтримку збірної в Ульцині, Плаві і Тузі. Також зафіксовано випадки побутових конфліктів серед чорногорських албанців поблизу Подгориці.

### Південь Албанії
В Албанії після того, як закінчився матч, група з 100 албанських націоналістів, які носили прапори та націоналістичні транспаранти, напали на місцевих етнічних греків, здійснили напади на будинки, розбивали вікна та автомобілі у населених греками околицях Гірокастра. Одночасно ця ж група виступила зі словесними погрозами відносно місцевих етнічних греків та антисербськими і антигрецькими лозунгами. Погроми були припинені після втручання поліції. Інцидент спричинив дипломатичне втручання Греції, коли міністерство закордонних справ Греції направило ноту міністерству закордонних справ Албанії та вимагало судового розгляду погромів та притягнути до відповідвльності осіб, причетних до них.

### Австрія
Після матчу близько 50 албанців закидали пляшками сербську кав'ярню у Відні. В результаті нападу пошкоджено кілька автомобілів, зокрема автомобілі поліції.

## Рішення дисциплінарних органів

### Постанова УЄФА
Наступного дня УЄФА відкрила дисциплінарне провадження проти футбольних асоціацій Сербії та Албанії.
Після засідання контрольного, етичного та дисциплінарного комітетів асоціації 23 жовтня 2014 року було оприлюднено рішення. Матч був оголошений недограним, Албанії зарахована технічна поразка з рахунком 3-0, із Сербії знято три очки і дискваліфіковано домашню арену на два матчі. Обидві асоціації були оштрафовані на 100 000 євро. Рішення УЄФА було оскаржене і Сербією, і Албанією, однак асоціація відхилила апеляції.

### Рішення Спортивного арбітражу
Оскільки ні албанська, ні сербська футбольні асоціації не були задоволені рішенням УЄФА, вони подали позови до Спортивного арбітражного суду 10 липня 2015 року Арбітражний суд відхилив апеляцію, подану сербським Футбольним союзом, і частково задовольнив апеляцію албанської Федерації футболу — визнано технічну поразку Сербії, а зняття трьох очок залишено в силі.

## Вплив на результати кваліфікації до Євро-2016
Перемога та три очки, зараховані Албанії, виявилися вирішальними, оскільки команда пройшла до фінального турніру з другої позиції у турнірній таблиці з 14 очками на рахунку. Албанія кваліфікувалася за рахунок Данії, яка завершила розіграш путівок третьою з 12 очками і не змогла пройти кваліфікацію після програшу плей-офф Швеції. Сербія завершила кваліфікацію на четвертому місці з чотирма очками.